# Лазарь Олександр Васильович
Олександр Васильович Лазар (Лазарь) — український поліцейський, полковник поліції.

## Біографія
Батько - Лазар Василь Степанович (нар. 1954), мати - Людмила Валентинівна (нар. 1953).
В правоохоронних органах працює з 1997 року.
У 2014 році - начальник Суворовського районного відділу Одеського міського управління ГУ МВС України в Одеській області. У 2015 році - старший оперуповноважений управління ГУНП в Одеській та Полтавській областях. З вересня 2016 року - начальник Київського районного відділу поліції Полтави. Але вже у лютому 2017 року переведений знову до Одеси - керівником Київського районного відділу.
Одружений з Ларисою Володимирівною Лазар (нар. 1977), працівницею Державної податкової інспекції в місті Одеса. Мають двох дочок, Анастасію (нар. 1998) та Апполінарію (нар. 2013).

## Нагороди
- Орден Данила Галицького (4.08.2017)[3]

## Власність
Станом на початок 2017 року члени родини Олександра Лазара володіють 3 квартирами в Одесі, сумарною площею близько 300 м2. Крім того, Лазар володіє швейцарським годинником Breitling (ціна яких починається від 3 тисяч доларів США) та зберігає готівкою еквівалент близько 10 тисяч доларів США. Заробітна плата Лазара складала близько 100 тисяч гривень у 2016 році, та приблизно стільки ж у 2015 й у 2014 роках.